# Moeraswespenorchis
Moeraswespenorchis (Epipactis palustris) is een in de Belgische en Nederlandse natuur voorkomende wilde orchidee. 
De meeste groeiplaatsen van de soort zijn te vinden in vochtige duinvalleien in het Nederlandse duingebied, met name in valleien waarin basisch of kalkhoudend grondwater voorkomt. Ze komt ook voor in de Belgische kalkmoerassen in de buurt van Brussel. De soort maakt deel uit van de Knopbies-associatie of Junceto baltici- Schoenetum nigricantis, een zeldzame plantengemeenschap uit de duinen. Moeraswespenorchis kan echter ook voorkomen in vegetaties van kruipwilg en rond wintergroen die gerekend worden tot de plantengemeenschap van het Pyrolo-Salicetum.

## Bescherming
De moeraswespenorchis is in België wettelijk beschermd krachtens de Wet op het natuurbehoud en het Koninklijk Besluit van 16 februari 1976 houdende maatregelen ter bescherming van bepaalde in het wild groeiende planten. In Nederland is de plant vanaf 1 januari 2017 niet meer wettelijk beschermd.

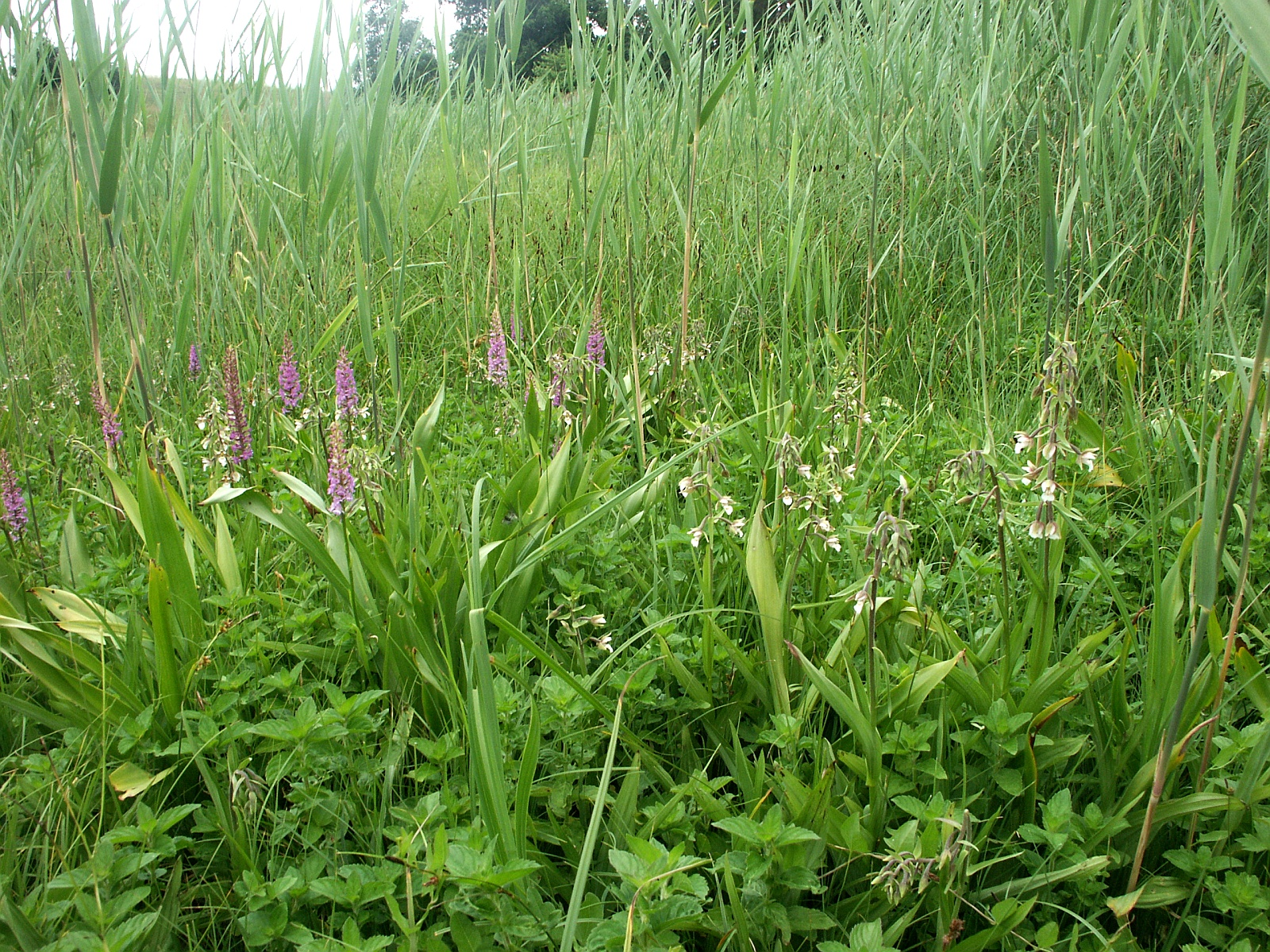
Epipactis palustris planten
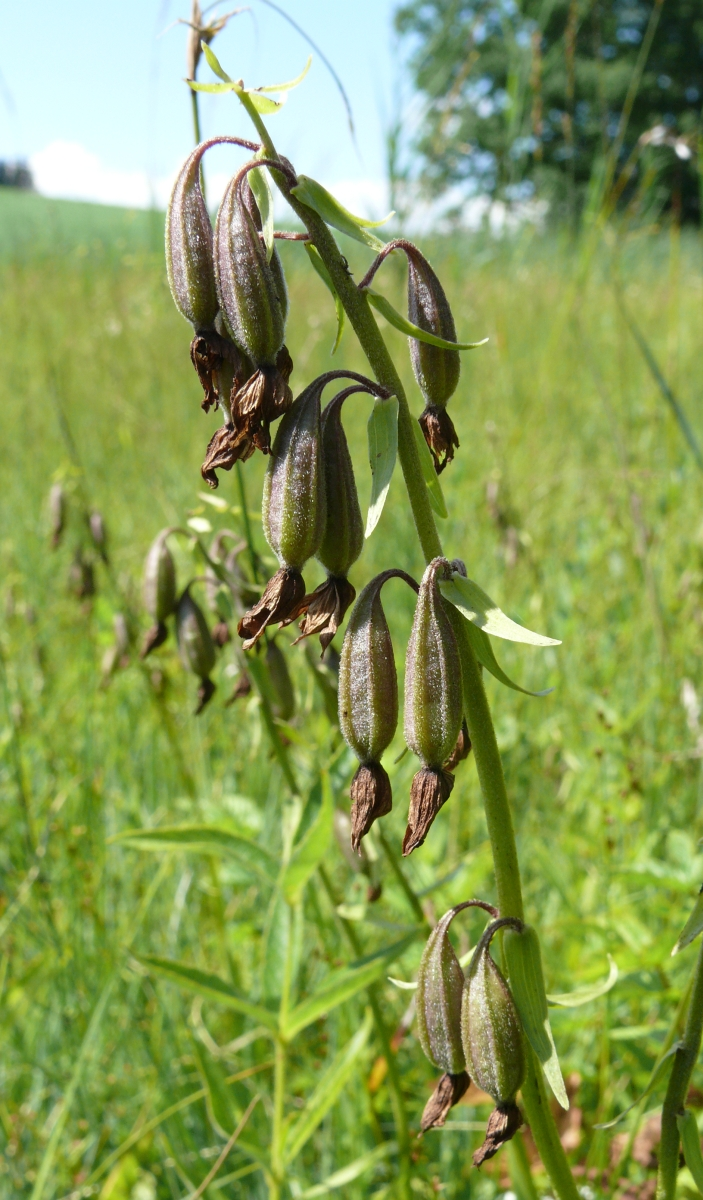
Epipactis palustris zaaddoosjes
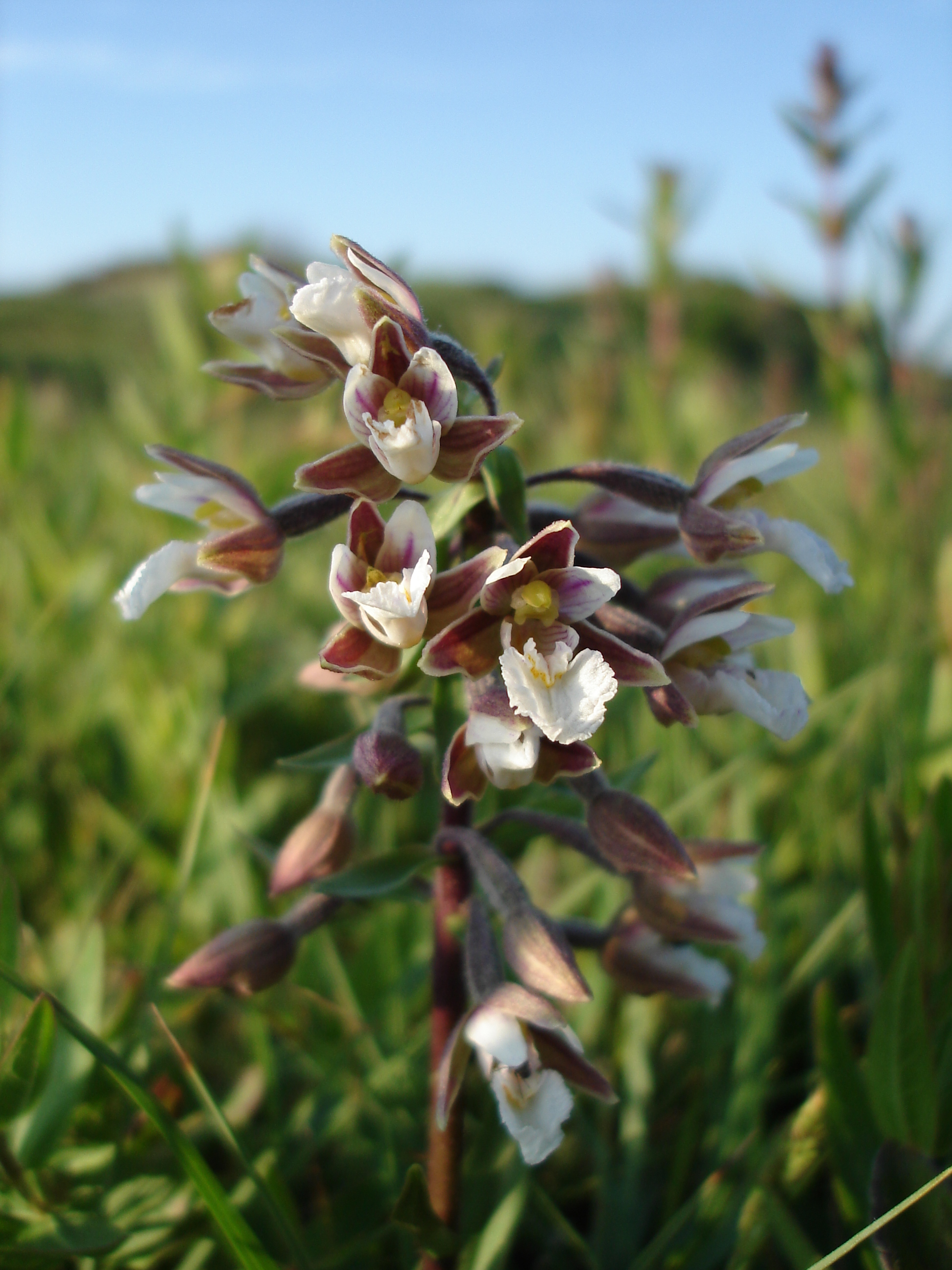
Moeraswespenorchis
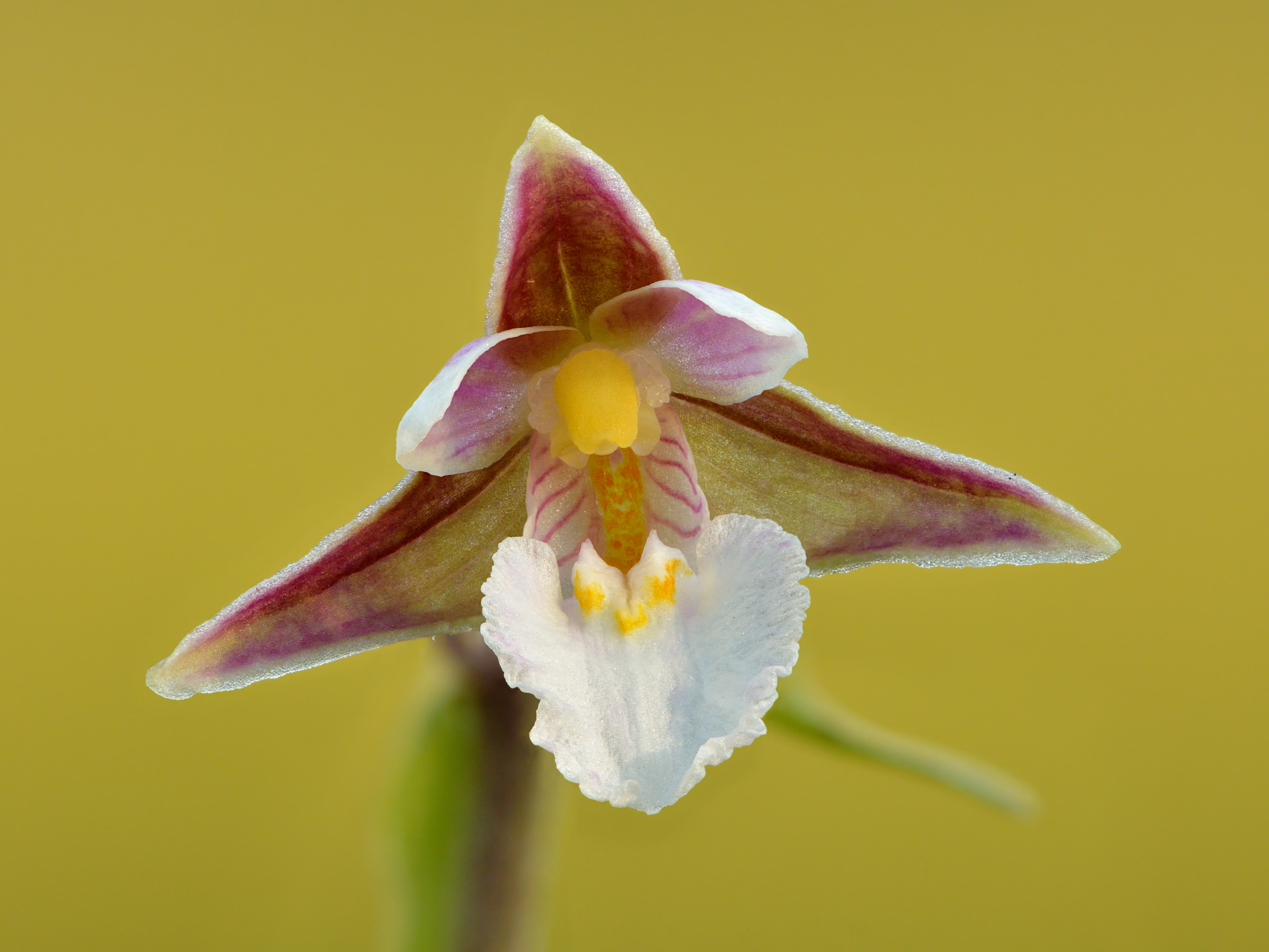
Moeraswespenorchis enkele bloem
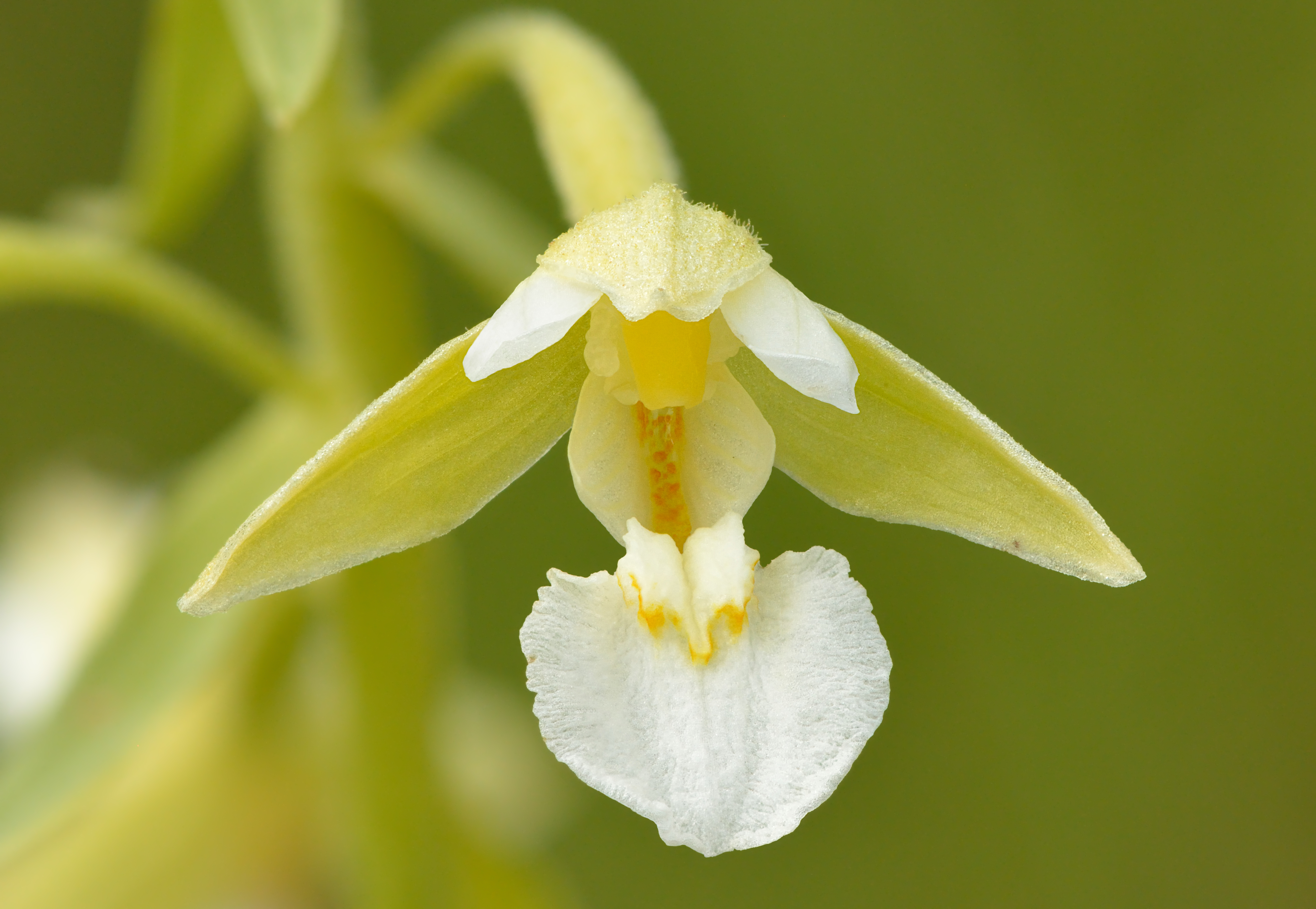
var. ochroleuca enkele bloem